# Josina Machel

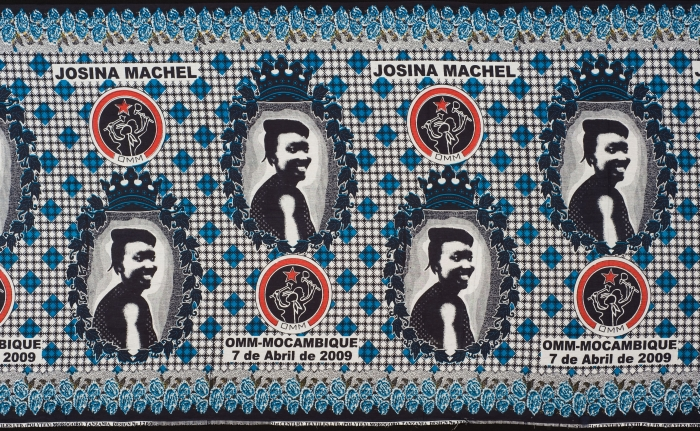
Capulana-Stoff mit dem Abbild von Josina Machel

Josina Abiathar Muthemba Machel (* 10. August 1945 in Vilankulo, Provinz Inhambane, Portugiesisch-Ostafrika; † 7. April 1971 in Daressalam, Tansania) war eine mosambikanische Feministin und Widerstandskämpferin. Machel stieg schnell innerhalb der Widerstandsorganisation FRELIMO auf und entwickelte sich zur feministischen Ikone des mosambikanischen Befreiungskampfes.

## Leben

### Jugend und Ausbildung
Josina Muthemba wurde in eine Familie mit fünf Schwestern und drei Brüdern in Vilanculos (Provinz Inhambane) an der Küste Südmosambiks geboren. Ihr Vater arbeitete als Krankenpfleger in staatlichen Krankenhäusern, was dazu führte, dass die Familie regelmäßig innerhalb der Kolonie umziehen musste. Ihre Familie hatte den „Assimilierten“-Status (assimilados), sodass Muthemba eine Schulbildung genießen durfte.
Mit sieben Jahren begann Muthemba ihre schulische Ausbildung in der Escola Primária Dom João de Castro in Mocímboa da Praia (Provinz Cabo Delgado). Zwei Jahre später zog die Familie zurück in den Süden nach João Belo (heute Xai-Xai), dort besuchte sie die Escola Primária Mouzinho de Albuquerque. Mit Abschluss der 4. Klasse gab es keine weiteren Möglichkeiten für eine Ausbildung vor Ort, sodass Muthemba in die Hauptstadt Lourenço Marques (heute Maputo) zog, um dort bei ihrer Großmutter zu leben und eine weiterführende Schule zu besuchen.

### Engagement im Widerstand und Fluchtversuche nach Tansania
Ab 1958 besuchte Muthemba die Escola Comercial Dr. Azevedo e Silva, um sich zur Buchhalterin ausbilden zu lassen. Etwa zwei Jahre später wurde sie Mitglied des Núcleo dos Estudantes Secundários de Moçambique (NESAM), einer Gruppe von Sekundarschülerinnen und Sekundarschülern, die sich um die Schaffung einer mosambikanischen Identität und politische Aufklärung in Sekundarschulen bemühte.
Im März 1964 floh Muthemba abrupt mit anderen Studierenden der Gruppe, mit dem Ziel, die 1962 gegründete mosambikanische Befreiungsfront FRELIMO in Tansania zu erreichen. Die Gruppe erreichte die Grenze zwischen Südrhodesien (heute Simbabwe) und Sambia an den Victoriafällen, wo sie von der Polizei festgenommen und zurück nach Lourenço Marques gebracht wurde. Muthemba verbrachte die nächsten Monate im Gefängnis. Erst zu ihrem 19. Geburtstag ließ die portugiesische Kolonialverwaltung sie frei, nachdem die FRELIMO eine internationale Kampagne zum Ziele ihrer Freilassung gestartet hatte. Nach ihrer Freilassung nahm sie ihre Ausbildung wieder auf, blieb jedoch unter Beobachtung der Polizei.
Vier Monate später versuchte Muthemba erneut mit einigen Kommilitonen zu fliehen, um die FRELIMO zu erreichen. Ihr zweiter Fluchtversuch führte sie zunächst nach Swasiland, wo sie mit Hilfe eines presbyterianischen Pastors und FRELIMO-Sympathisanten weiter gen Johannesburg flohen. Von dort aus fuhr die Gruppe weiter nach Francistown (Betschuanaland), wo sie auf 14 andere FRELIMO-Unterstützer traf. Die britische Kolonialverwaltung hatte die Gruppe jedoch als unerwünscht bezeichnet und drohte, sie nach Swasiland zurückzuführen.
Mit Hilfe der Organisation für Afrikanische Einheit und der Vereinten Nationen gelang es dem FRELIMO-Vorsitzenden Eduardo Mondlane, die britische Kolonialverwaltung zu überzeugen, die Gruppe freizulassen und nach Tansania reisen zu lassen. Infolgedessen übergab die Verwaltung die Gruppen an das Flüchtlingshilfswerk der Vereinten Nationen, das die Reise nach Lusaka organisierte. Von dort aus reiste die Gruppe weiter nach Daressalam (Tansania), wo sich das Hauptquartier der FRELIMO befand.

### Engagement in der FRELIMO

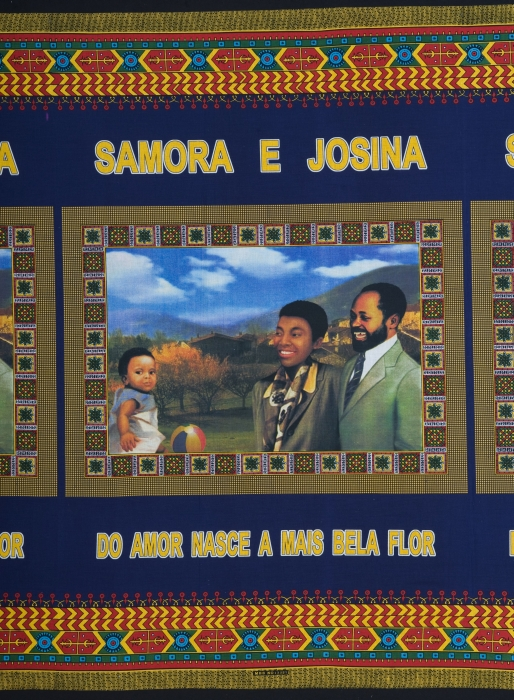
Capulana-Stoff mit einem Abbild von Josina und Samora Machel, dazu der Text „Samora e Josina – do amor nasce a mais bela flor“ (dt.: Samora und Josina – aus der Liebe erwächst die schönste Blume)

Mit Erreichen ihres 20. Lebensjahrs übertrug die FRELIMO Muthemba verschiedene Verantwortlichkeiten innerhalb der mosambikanischen Befreiungsfront. Zunächst arbeitete Muthemba am Mozambique Institute, einer Bildungseinrichtung für mosambikanische Flüchtlinge in Tansania. Dort unterstützte sie die Direktorin, Janet Mondlane, die amerikanische Ehefrau des FRELIMO-Vorsitzenden Eduardo Mondlane. Eineinhalb Jahre später engagierte sie sich für die Frauengruppe innerhalb der FRELIMO, Destacamento Feminino, eine Vorgängergruppe der späteren mosambikanischen Frauenorganisation OMM.
Später erhielt Muthemba gemeinsam mit 25 anderen Frauen ein Militärtraining im tansanischen FRELIMO-Camp Nachingwea. Dort lernte Josina Muthemba unter anderem auch Samora Machel kennen, ihren späteren Ehemann und ersten Präsidenten des unabhängigen Mosambiks, der das Trainingscamp leitete. Nach ihrem Training organisierte Muthemba hinter der Front die Versorgung der FRELIMO-Kämpfer und betrieb zudem Aufklärung in den Dörfern in Nordmosambik, um die Bevölkerung für die Ziele der FRELIMO zu gewinnen. Insbesondere durch die lokale Unterstützung der Bevölkerung und ihres Kampfes für eine bessere Versorgung von Kindern und Familie entwickelte sich Muthemba zur weiblichen Galionsfigur der FRELIMO.
Mitte 1968 wurde Muthemba als Delegierte für den zweiten FRELIMO-Kongress gesandt. Während des Kongresses warb sie für eine volle Gleichberechtigung der Frauen innerhalb des Befreiungskampfes. Nach dem Kongress ernannte sie das Zentralkomitee zur Beauftragten für Frauenangelegenheiten innerhalb der Abteilung für Internationale Beziehungen. In dieser Position reiste Muthemba zu zahlreichen internationalen Treffen, um die FRELIMO als Vorreiterin für die Gleichberechtigung der Frau zu bewerben.
1969 ernannte das Zentralkomitee Muthemba zur Leiterin der Abteilung für soziale Angelegenheiten. Auch in dieser Position warb Muthemba für eine bessere Kinderversorgung und engagierte sich für eine bessere Ausbildung von jungen Mädchen. Nach der Ermordung des FRELIMO-Vorsitzenden Mondlane durch portugiesische PIDE-Agenten zog Muthemba zu Mondlanes Ehefrau, Janet Mondlane, um Trost zu spenden. Im Mai 1969 heiratete Josina Muthemba den Nachfolger von Mondlane, Samora Machel, im FRELIMO-Camp Tunduru in Südtansania und nahm seinen Nachnamen an. Bereits Ende November gebar Josina Machel ihren Sohn Samora Junior.

### Tod

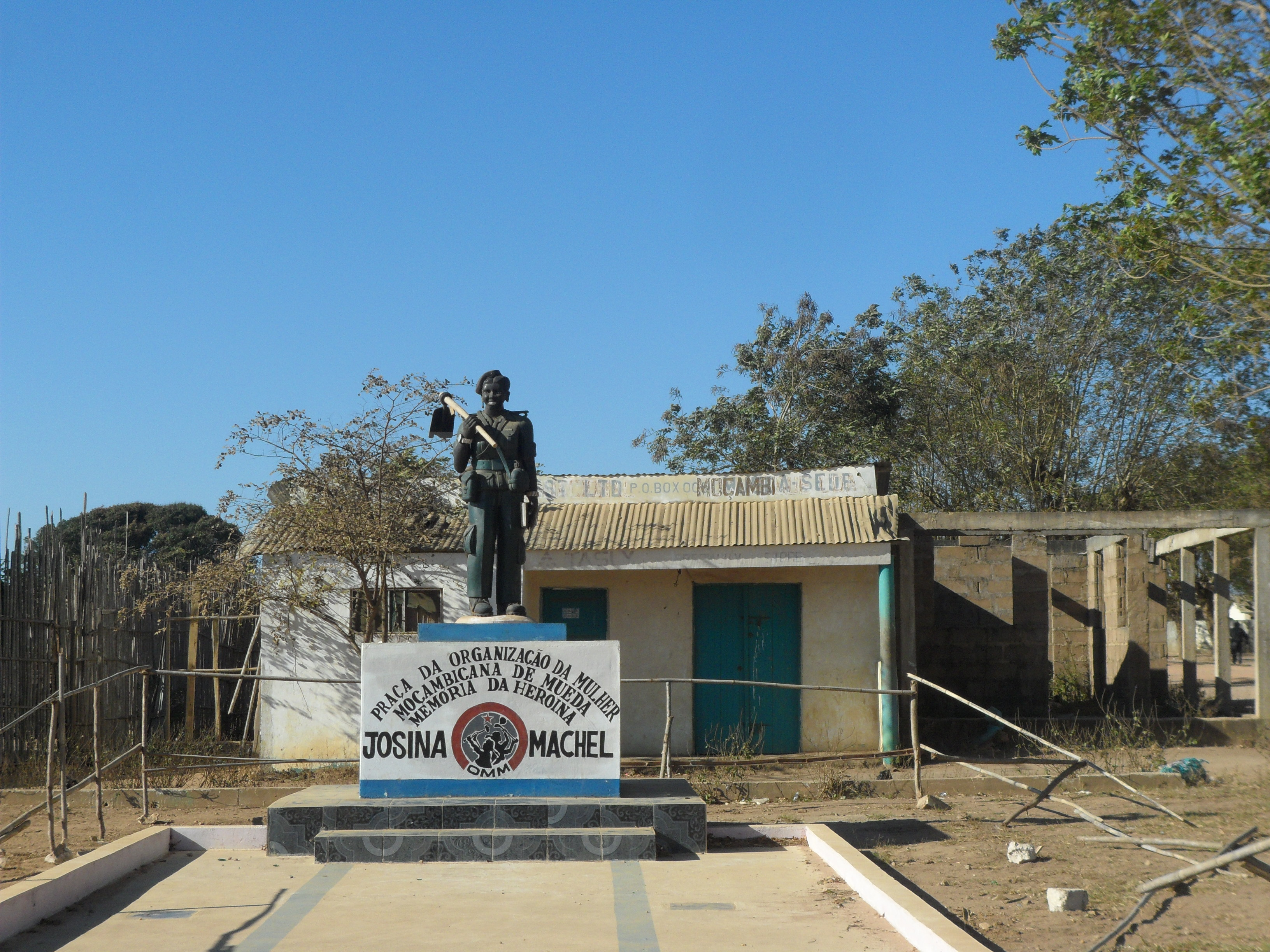
Statue von Josina Machel in Mueda (Provinz Cabo Delgado)

Im Laufe des Jahres 1970 litt Machel verstärkt unter Bauchschmerzen. Sie entschied nach Moskau zu reisen, um sich untersuchen zu lassen. Die Ärzte diagnostizierten Leberkrebs und verschrieben Machel Ruhe und eine strenge Diät. Trotzdem kehrte Machel zurück und nahm ihre Tätigkeiten für die FRELIMO wieder auf. Ende 1970 unternahm sie eine zweimonatige Reise durch die mosambikanische Provinz Niassa. Im März 1971 unternahm Machel erneut eine Reise in die mosambikanische Provinz Cabo Delgado. Bereits auf ihrer Reise litt Machel an Müdigkeit und Erschöpfung. Zurück in Daressalam, erkrankte sie schwer. Trotz Behandlung im Muhimbili-Krankenhaus starb Machel am 7. April 1971 im Alter von 25 Jahren.
Josina Machel wurde auf dem Kinondoni-Friedhof begraben, wo unter anderem auch ihr Onkel Mateus Muthemba liegt, der von der portugiesischen Kolonialmacht ermordet worden war. 1979 wurden die sterblichen Überreste Machels aus Tansania nach Maputo übergeführt, wo sie im neu angelegten nationalen Pantheon unterhalb des Praça dos Heróis Moçambicanos ihre Ruhe fanden.

## Posthume Ehrungen

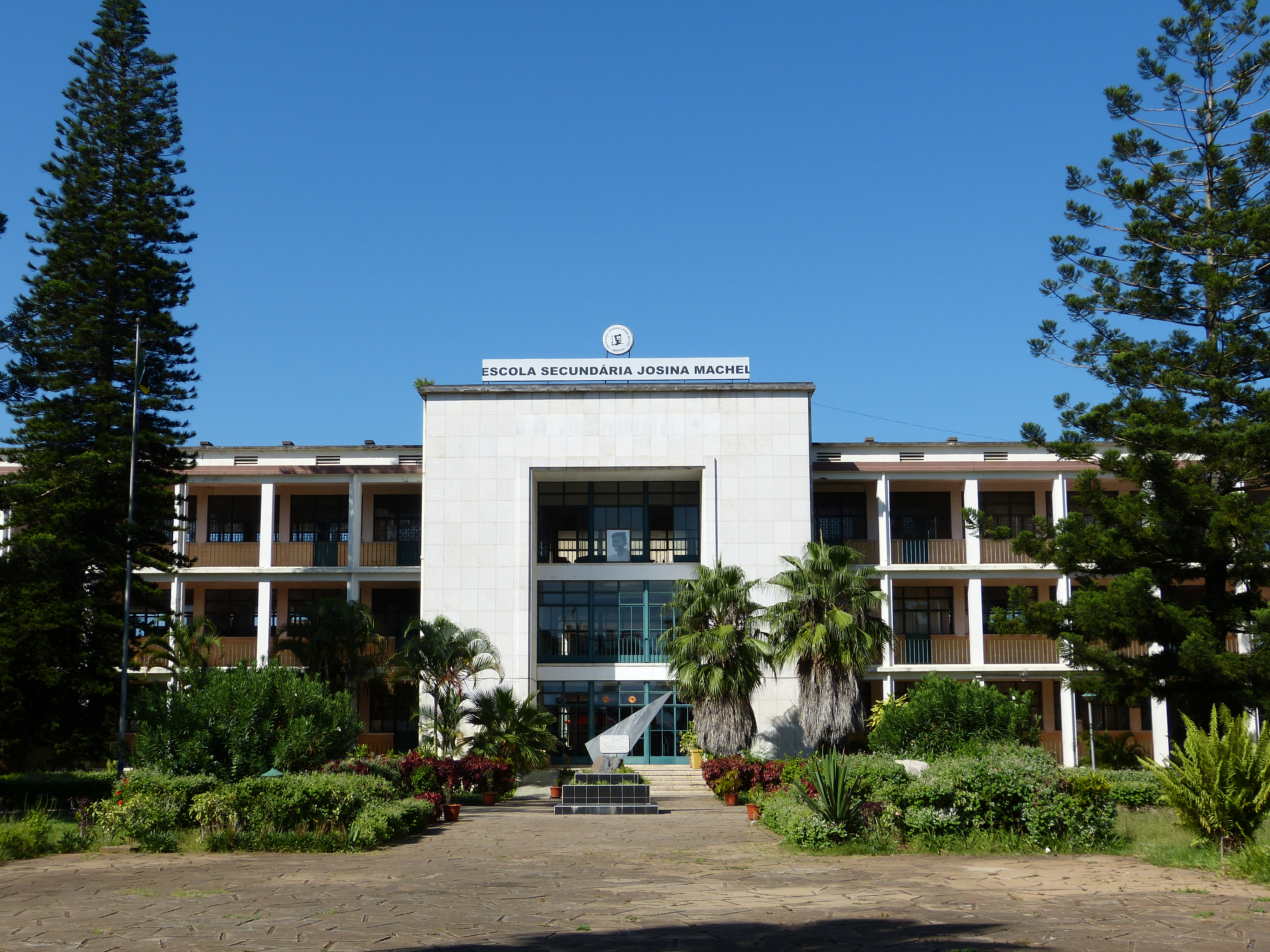
Posthum erhielt die größte Sekundarschule Maputos 1975 den Namen „Escola Secundária Josina Machel“.

Ein Jahr nach ihrem Tod erklärte die FRELIMO den 7. April – Machels Todestag – zum nationalen mosambikanischen Frauentag. Zwei Jahre später, am 16. März 1973, gründete die FRELIMO die Organização da Mulher Moçambicana, die Organisation der mosambikanischen Frau, als Unterorganisation der Befreiungsfront. Die Organisation kämpft bis heute für Gleichberechtigung von Frauen in Mosambik und ehrt Josina Machel als feministische Ikone des südostafrikanischen Landes.
Nach der Unabhängigkeit Mosambiks 1975 benannte die FRELIMO zahlreiche Straßen, Plätze und Einrichtungen um. Unter anderem erhielt die größte Sekundarschule der mosambikanischen Hauptstadt, das Liceu Salazar, den neuen Namen Escola Secundária Josina Machel.
In Luanda, Angola, wurde 1977 das größte Krankenhaus des Landes in Hospital Josina Machel umbenannt.